# Željko Perovič
Željko Perovič es un deportista esloveno que compitió en vela en la clase Soling. Ganó una medalla de plata en el Campeonato Mundial de Soling de 2005 y una medalla de plata en el Campeonato Europeo de Soling de 2004.

## Palmarés internacional
| Campeonato Mundial | Campeonato Mundial   | Campeonato Mundial | Campeonato Mundial |
| Año                | Lugar                | Medalla            | Clase              |
| ------------------ | -------------------- | ------------------ | ------------------ |
| 2005               | Castiglione (Italia) | Medalla de plata   | Soling             |
| Campeonato Europeo |                      |                    |                    |
| Año                | Lugar                | Medalla            | Clase              |
| 2004               | Tønsberg (Noruega)   | Medalla de plata   | Soling             |